# Lahinja
Die Lahinja ist ein 33,4 Kilometer langer Fluss, der vollständig in der Region Bela krajina in Slowenien liegt. Er zählt als der zentrale Wasserlauf der Bela krajina, weil er die meisten Zuflüsse der weißkrainer Karstebene erfasst. Seine Farbe ist dunkelgrün bis türkis, das Wasser ist im Vergleich mit der Kolpa aber schlammig und kühl. Das Gefälle beträgt 19 m von den Quellen Zajm und Glavica bis zur Mündung bei Primostek. Der Oberlauf der Lahinja von den Quellen bis zu Velika Lahinja ist sehr Artenreich, gehört zum Krajinski Park Lahinja und zeichnet sich durch eine langsame Fließgeschwindigkeit und ein relativ flaches Flussbett aus. Im Gegensatz dazu mäandert der Mittellauf bis zur Einmündung der Krupa din einem tiefen Flussbett. Verhältnismäßig steile und schattige Flusshänge zeichnen ihn aus. Dadurch wird in den Sommermonaten eine größere Erwärmung des Wassers verhindert. Im Unterlauf verbreitet sich die Lahinja und der Bewuchs der Ufer durch schattenspendende Bäume und Gebüsch geht zurück.

## Zuflüsse
Das Flussnetz der Lahinja ist ausgeprägt asymmetrisch. Dies bedeutet, dass alle größeren Zuflüsse linksseitig in den Fluss einfließen. Bei der Ortschaft Mali Nerajc ergießt sich der Bach Nerajčica als erster größerer Zufluss in die Lahinja. Sie hat eine minimale Durchflussmenge von ca. 20 l/s, was erstaunlicherweise ähnlich stark wir die Durchflussmenge der Lahinja selbst ist.
Beim Dorf Dragatuš fließt der etwas größere Bach Podturnščica hinzu, in der Stadt Črnomelj der Fluss Dobličica. Das Flussbett ist bis zu 20 m tief. Der Fluss mäandriert stark. Eine der schönsten Flussschleifen befindet sich in Gradac. Hinter Gradac fließt beim Dorf Klošter der Fluss Krupa hinzu. Unterhalb der Ortschaft Primostek mündet die Lahinja in die Kolpa.

## Wasserqualität
Bis Ende der 1980er Jahre wurde das Wasser in vielen Ortschaften entlang der Lahinja in abgekochtem Zustand als Trinkwasser verwendet, weil es in vielen Dörfern der Bela krajina keine Trinkwasserversorgung gab. Beispielsweise wurde das Dorf Gradac erst im Jahre 1974 an das Trinkwassernetz angeschlossen. Hierbei wurde das Wasser mittels Eimern, die an einem Stahlseil befestigt waren, geschöpft und mittels einer Winde aus dem tiefer gelegenen Fluss gezogen. Jedes Haus, das direkt am Fluss lag verwendete ein solches System, während andere Regenwasser in Zisternen sammelten.
Da Schmutzwasser und Abfälle in die Lahinja ungeklärt eingeleitet wurden, war die Wasserqualität entsprechend schlecht. Zudem gab es in Črnomelj einen Schlachthof, der ungereinigte Abwässer in die Lahinja leitete. Seit dem Bau der Kläranlage in Črnomelj in den Jahren 1994–1996 bessert sich die Wasserqualität. Im Hinblick auf das EU-Verbot von Sickergruben werden die Orte überall an die Kanalisation und Kläranlagen angeschlossen. Im Jahre 2023 wurde berichtet, dass die Stadt Črnomelj nun zu 98 % an das Kanalisationsnetz angeschlossen wurde. Leider wird der Fluss vielerorts auch bis zur Gegenwart zur illegalen Abfallentsorgung verwendet.
Neben der relativ niedrigen Wassertemperatur und dem schlammigen Wasser war auch die mangelnde Sauberkeit ein Grund, dass die Lahinja, bis auf wenige Stellen, nicht als Badefluss genutzt wurde.

## Naturschutz
Das Lahinja-Tal wurde von Slowenien als Flora-Fauna-Habitat-Gebiet gemeldet und ist damit Teil des europäischen Schutzgebietsnetzes Natura 2000. Die Quellen der Lahinja bzw. die ersten sieben Kilometer des Flusslaufes bei Belčji vrh gehören zum Naturschutzgebiet Krajinski park Lahinja.

## Galerie

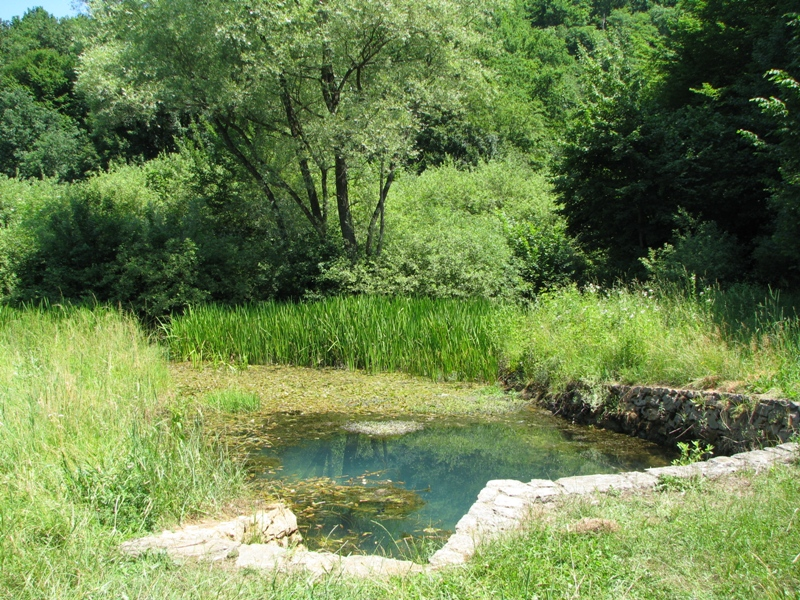
Quelle der Lahinja bei Beljčji vrh
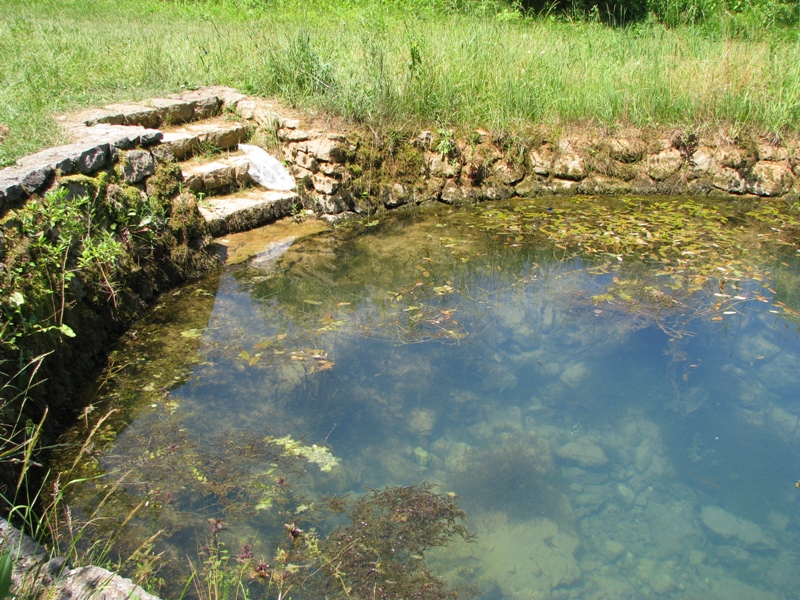
Quelle der Lahinja bei Beljčji vrh
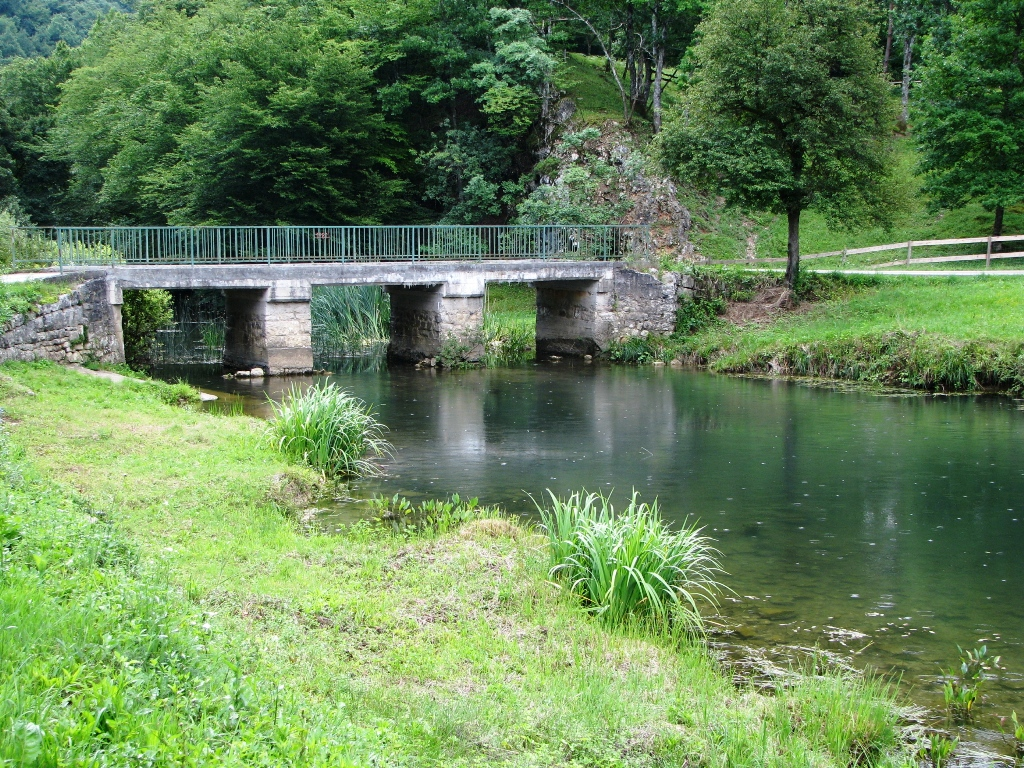
Lahinja beim Ort Butoraj – Brücke
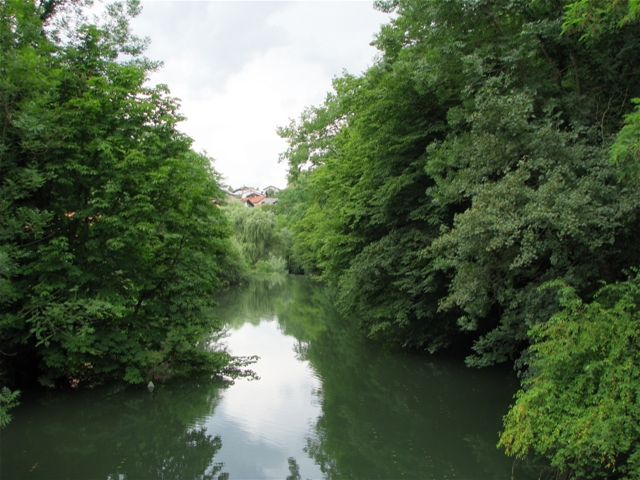
Lahinja bei Črnomelj
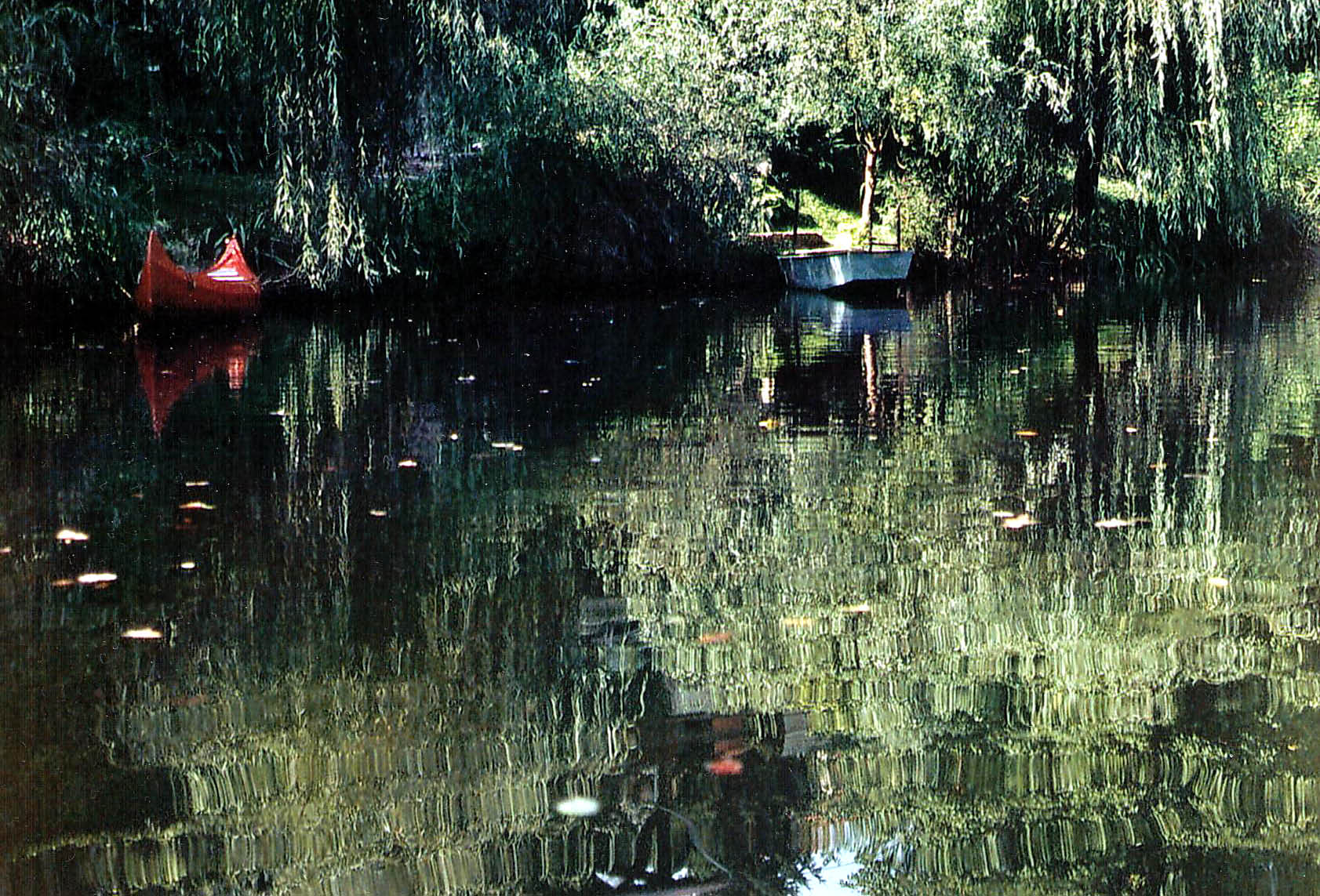
Lahinja beim Schloß Gradac
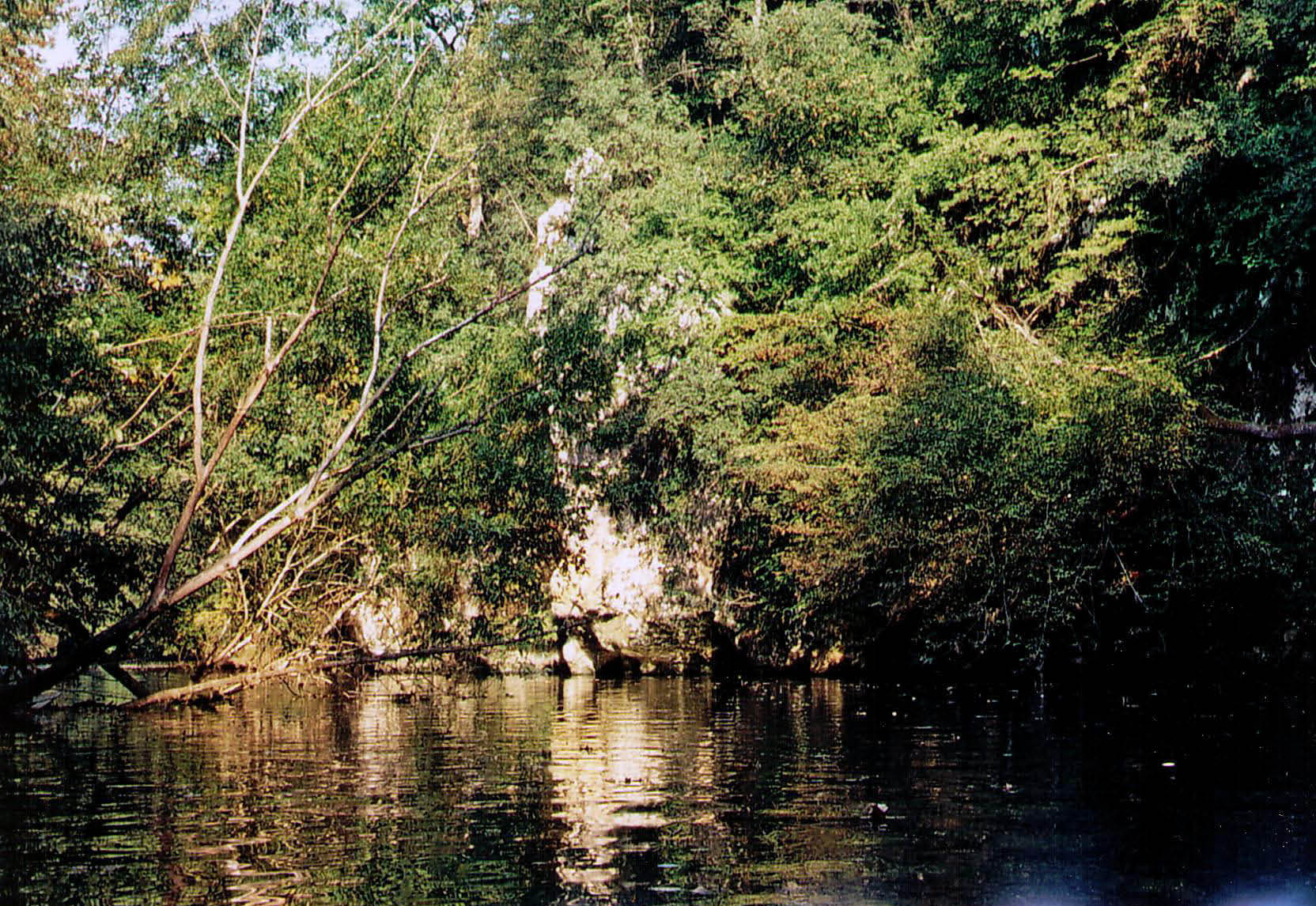
Lahinja beim Dorf Klošter
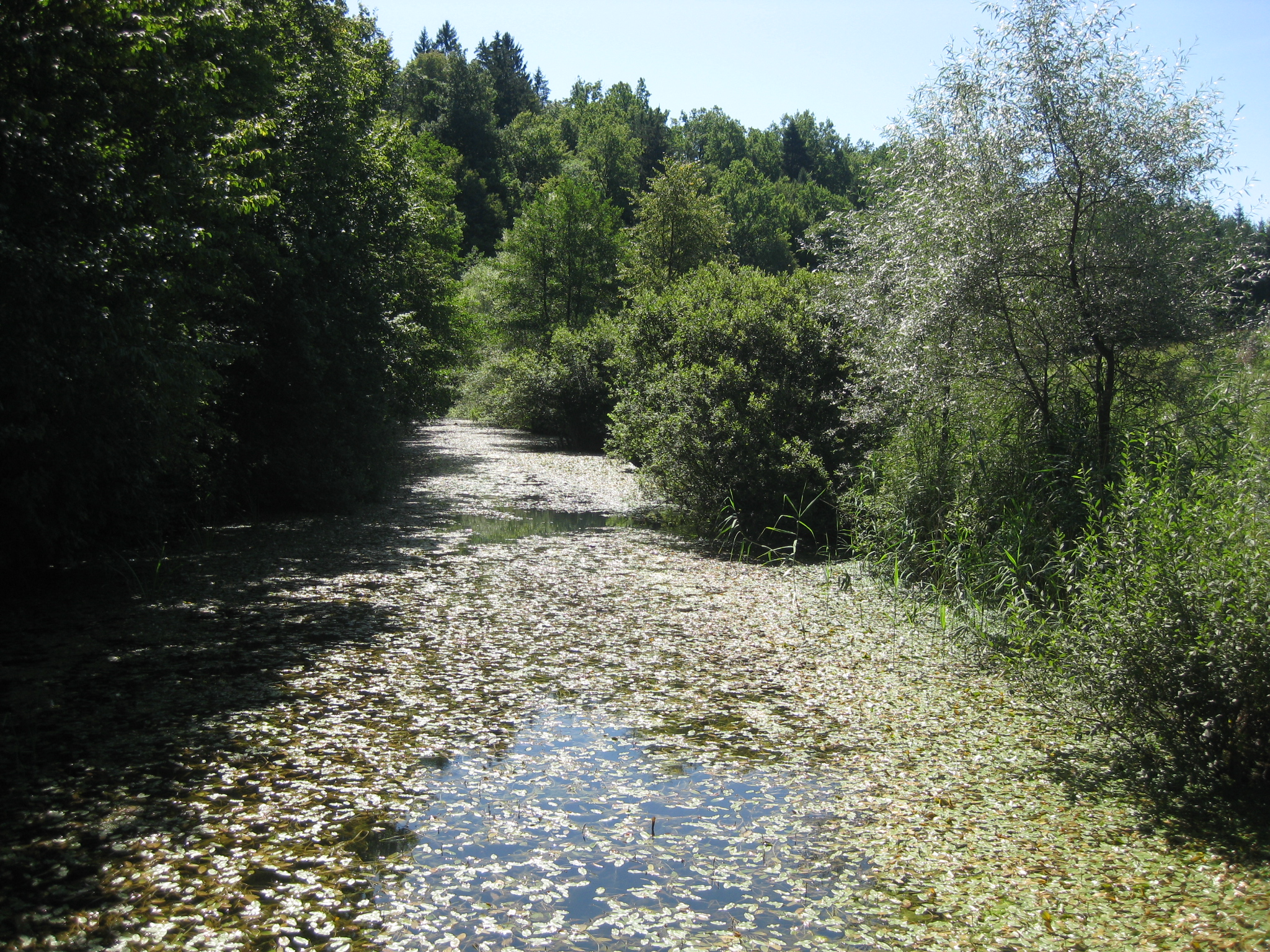
Lahinja bei Pusti Gradac